# جيسون سيلفا (لاعب كرة قدم)
جيسون أليجاندرو سيلفا بيريز (بالإسبانية: Jason Alejandro Silva Pérez) (مواليد 13 فبراير 1991 في سانتياغو، تشيلي) هو لاعب كرة قدم تشيلي يلعب حاليا لأبولون ليماسول في الدوري القبرصي لكرة القدم.

## وصلات خارجية
- جيسون سيلفا على موقع قاعدة بيانات كرة القدم.إي يو (الإنجليزية)
- جيسون سيلفا على موقع Soccerway.com (الإنجليزية)

- Profile at BDFA Profile at
- Profile at Ceroacero Profile at
- Profile at Soccerway Profile at